# The Most Beautiful Moment in Life, Part 2
The Most Beautiful Moment in Life, Part 2 (Hangul: 화양연화 pt.2 Hwayang Yeonhwa pt. 2) – czwarty minialbum południowokoreańskiej grupy BTS, wydany 30 listopada 2015 roku. Jest to druga część projektu grupy, skupiając się na „młodzieży”. Album został wydany w dwóch wersjach i zawiera 9 utworów, głównym singlem jest „RUN”. Sprzedał się w nakładzie 443 279 egzemplarzy w Korei Południowej (stan na grudzień 2017 r.).

## Lista utworów
| Nr | Tytuł                                    | Słowa i kompozycja                                                       | Produkcja               | Czas |
| -- | ---------------------------------------- | ------------------------------------------------------------------------ | ----------------------- | ---- |
| 1. | "Intro : Never Mind"                     | Suga, Slow Rabbit                                                        | Suga, Slow Rabbit       | 2:18 |
| 2. | "RUN"                                    | Pdogg, "Hitman" Bang, Rap Monster, Suga, V, Jungkook, J-Hope             | Pdogg                   | 3:57 |
| 3. | "Butterfly"                              | "Hitman" Bang, Slow Rabbit, Pdogg, Suga                                  | Pdogg                   | 4:00 |
| 4. | "Whalien 52"                             | Pdogg, Brother Su, "Hitman" Bang, Rap Monster, Suga, J-Hope, Slow Rabbit | Pdogg                   | 4:04 |
| 5. | "Ma City"                                | Pdogg, "Hitman" Bang, Rap Monster, Suga, J-Hope                          | Pdogg                   | 4:18 |
| 6. | "Baepsae" (kor. 뱁새, ang. Silver Spoon) | Pdogg, Supreme Boi, Rap Monster, Slow Rabbit                             | Pdogg                   | 3:54 |
| 7. | "SKIT : One night in a strange city"     |                                                                          | Pdogg, Bang Si-hyuk     | 4:25 |
| 8. | "Goyeob" (kor. 고엽, ang. Dead Leaves)   | Suga, Slow Rabbit, Jungkook, "Hitman" Bang, Rap Monster, J-Hope, Pdogg   | Suga, Slow Rabbit       | 4:28 |
| 9. | "OUTRO : House Of Cards"                 | Slow Rabbit, Brother Su                                                  | Slow Rabbit, Brother Su | 2:57 |

## Kayōnenka pt. 2
6 lipca 2016 roku płyta została wydana ponownie, pod tytułem Kayōnenka pt. 2 (jap. 花様年華 pt.2), jako drugi japoński minialbum. Osiągnął 45 pozycję w rankingu Oricon i pozostał na liście przez 2 tygodnie, sprzedał się w nakładzie 18 084 egzemplarzy.

### Lista utworów
| Nr | Tytuł                              | Czas |
| -- | ---------------------------------- | ---- |
| 1. | "INTRO:Never Mind"                 |      |
| 2. | "RUN"                              |      |
| 3. | "Butterfly"                        |      |
| 4. | "Whalien 52"                       |      |
| 5. | "Ma City"                          |      |
| 6. | "Darumaenaga" (jap. ダルマエナガ)  |      |
| 7. | "SKIT:One Night In A Strange City" |      |
| 8. | "Kareha" (jap. 枯れ葉)             |      |
| 9. | "OUTRO:House of Cards"             |      |

## Notowania
Hwayang Yeonhwa pt. 2
| Lista                          | Najwyższa pozycja |
| ------------------------------ | ----------------- |
| Gaon Weekly Album Chart        | 1                 |
| Gaon Monthly Album Chart       | 1                 |
| Gaon Yearly Album Chart (2015) | 5                 |
| Billboard World Albums         | 1                 |
| Billboard Heatseekers Albums   | 1                 |
| Billboard 200                  | 171               |
| Billboard Independent Albums   | 9                 |
| Oricon Weekly Album Chart      | 15                |
| Oricon Monthly Album Chart     | 33                |